# Cantone delle Due Sorru
Il Cantone di Deux-Sorru era una divisione amministrativa dell'arrondissement di Ajaccio
A seguito della riforma approvata con decreto del 24 febbraio 2014, che ha avuto attuazione dopo le elezioni dipartimentali del 2015, è stato soppresso.
Gli 11 comuni facenti parte prima della riforma del 2014 erano:
- Arbori
- Balogna
- Coggia
- Guagno
- Letia
- Murzo
- Orto
- Poggiolo
- Renno
- Soccia
- Vico